# Сьюэлл, Генри
Ге́нри Сью́элл (англ. Henry Sewell; 7 сентября 1807 — 14 мая 1879) — видный новозеландский политик XIX века, активно выступавший за самоуправление Новой Зеландии и считающийся первым премьер-министром страны.

## Ранние годы
Генри Сьюэлл родился 7 сентября 1807 года в благополучной семье в небольшом городке Ньюпорт на острове Уайт (Великобритания). Получил юридическое образование в школе Хайд-Эбби (англ. Hyde Abbey School) недалеко от Винчестера. После выпуска прошёл успешно практику в качестве солиситора в Ньюпорте и Пидфорде. 15 марта 1834 года женился на Люсинде Мэриан, которая умерла в браке в 1844 году. После смерти жены Сьюэлл сразу же переехал в Лондон и в 1848 году поступил на работу в Ассоциацию Кентербери, британскую компанию, которой была поручена колонизация современного новозеландского региона Кентербери. В 1850 году он стал заместителем председателя Ассоциации и в том же году женился на Элизабет Киттоу. После принятия в 1852 году Конституционного акта Новой Зеландии Ассоциация обратилась к правительству Великобритании за разрешением отправки всего имущества в провинцию Кентербери. Однако был получен отказ из-за наличия у Ассоциации долгов. Разрешение было дано только после их уплаты в октябре 1852 года. 2 февраля 1853 года Сьюэлл прибыл в Крайстчерч.

## Ранняя политическая карьера
Вскоре после прибытия Генри в Новую Зеландию, был созван первый новозеландский парламент, в который Сьюэлл был избран в качестве представителя Крайстчерча. Несмотря на свои юридические и финансовые знания, которые весьма пригодились в работе парламента, Сьюэлл зачастую подвергался критике за свою элитарность и отчуждённость. В споре же между сторонниками централизации и провинциального устройства он занял умеренную позицию, хотя впоследствии стал больше поддерживать централистов. Кроме того, Сьюэлл был сторонником предоставления Новой Зеландии прав на самоуправление. Когда же исполняющий обязанности губернатора Роберт Уиниярд (англ. Robert Wynyard) назначил Сьюэлла и ещё нескольких политиков в качестве неофициальных членов Исполнительного совета, Сьюэлл верил, что этот момент скоро наступит. Однако поняв, что это назначение было временным, а Уиниярд был против предоставления парламенту каких-либо управленческих функций без королевского согласия, Сьюэлл и его коллеги ушли в отставку.

## Премьерство
Новый губернатор Новой Зеландии, Томас Гор Браун (англ. Thomas Gore Browne) впоследствии объявил о том, что колонии будет предоставлено право на самоуправление с началом работы второго парламента. Сьюэлл принял участие в выборах и снова был избран депутатом парламента. После вступления в должность ему было поручено сформировать новое правительство, что было сделано 18 апреля 1856 года, а сам Сьюэлл 7 мая того же года стал колониальным секретарём (должность считалась эквивалентной посту премьер-министра).

## Последующая политическая карьера
Правительство Сьюэлла просуществовало недолго в основном из-за своей приверженности идеям централизации. В результате лидеру сторонников провинциализма, Уильяму Фоксу, удалось добиться роспуска правительства Сьюэлла всего через две недели после начала его работы. Тем не менее Фоксу также не удалось продержаться долго на посту премьера: его сменил более умеренный политик, Эдвард Стаффорд. Став новым премьером, Стаффорд предложил Сьюэллу занять пост колониального казначея в новом правительстве, который должен был заниматься разработкой соглашения между центральными и провинциальными правительствами. Сьюэлл принял предложение.
В конце 1856 года Сьюэлл ушёл с поста казначея и отправился в Англию для переговоров с правительством Британии. При этом за ним сохранилось место в Исполнительном совете. В его отсутствие пост казначея занял Уильям Ричмонд. Однако вернувшись из поездки, Сьюэлл снова занял пост, продержавшись на нём всего два месяца, после чего снова подал в отставку.
С началом Новозеландских земельных войн, которые вспыхнули между колонистами и местными маори, Сьюэлл выступал за мирное решение вопроса посредством переговоров и компромисса. Он предлагал выкупать земли коренных жителей по более справедливой цене и избегать открытых столкновений. В этих целях он дважды выдвигал законопроекты о коренном совете (англ. Native Council Bill), согласно которым предусматривалось создание маорийского органа, который контролировал бы все земельные сделки маори. Тем не менее оба законопроекта были отклонены. Позже Сьюэлл опубликовал памфлет «The New Zealand native rebellion», в котором он изложил свои взгляды на причины и пути разрешения земельных конфликтов с коренными жителями Новой Зеландии.
В период между 1866 и 1870 годами Сьюэлл проживал в Англии. Вернувшись в Новую Зеландию в 1870 году, он занимал непродолжительное время посты атторней-генерала (1861—1862), министра юстиции (1864—1865, 1869—1872) и колониального секретаря (к тому времени эта должность стала самостоятельной и не имела отношения к посту премьер-министра).
Весной 1876 года Сьюэлл снова покинул Новую Зеландию. Умер 5 мая 1879 года в Великобритании, в городе Кембридж.